# Provinciale weg 676
De Provinciale weg 676 is een provinciale weg in de provincie Zeeland. De weg loopt in Zeeuws-Vlaanderen en vormt een verbinding tussen de voormalige veerhaven van Breskens en de N61 ter hoogte van Schoondijke.
De weg is uitgevoerd als tweestrooks-gebiedsontsluitingsweg met een maximumsnelheid van 80 km/h. Tussen Breskens en Schoondijke heet de weg Rijksweg, tussen Schoondijke en de aansluiting met de N61 en de N253 heet de weg Rondweg Schoondijke.

## Geschiedenis
Oorspronkelijk was de huidige N676 een rijksweg. De weg was vanaf het Rijkswegenplan 1932 onderdeel van rijksweg 58, die van Bergen op Zoom via Goes naar Vlissingen verliep, en op Zeeuws-Vlaanderen verder vanaf Breskens naar Draaibrug, waar de weg zich splitste in de hoofdroute naar de grens met België bij Sint Anna ter Muiden, en een zijtak, genummerd als rijksweg 58c, naar de grens bij Eede. Hoewel alle zijtakken met ingang van het rijkswegenplan van 1968 geschrapt werden als planweg, bleef de weg van Schoondijke naar Sint Anna ter Muiden behouden als planweg tot het laatste rijkswegenplan van 1984. Vanaf 1976 werd het Zeeuws-Vlaamse deel van rijksweg 58 bewegwijzerd als N58.
Uiteindelijk zou de opening van de Westerscheldetunnel tussen Borssele en Terneuzen in maart 2003 ervoor zorg dragen dat de veerdienst Breskens-Vlissingen uit de vaart werd genomen voor het autoverkeer. Voor rijksweg 58 betekende dit dat de weg uit twee aparte delen bestond, die niet meer met elkaar verbonden waren. Uiteindelijk besloot Rijkswaterstaat hierdoor dat het gedeelte in Zeeuws-Vlaanderen per 1 januari 2007 werd overgedragen aan de provincie Zeeland. Deze nummerde de voormalige N58 tussen Breskens en Schoondijke als N676 en het gedeelte tussen Schoondijke en de grens bij Sint Anna ter Muiden als N253.
Oorspronkelijk liep de N676 door Schoondijke. Sinds 2013 is deze weg verlegd naar een rondweg buiten Schoondijke om.

## Voormalige N676
Het wegnummer N676 is een hergebruikt nummer. Tot 2006 was de weg tussen Oostburg en IJzendijke als N676 in gebruik. Eind 2006 is die weg overgedragen aan de gemeente Sluis, waardoor het wegnummer N676 vrij kwam voor de weg tussen Breskens en Schoondijke.
N62 · N69 · N251 · N252 · N253 · N254 · N255 · N256/A256 · N257 · N258 · N260 · N261 · N262 · N263 · N264 · N266 · N267 · N268 · N269 · N270/A270 · N271 · N272 · N273 · N274 · N275 · N276 · N277 · N278 · N279 · N280 · N281 · N282 · N283 · N284 · N285 · N286 · N287 · N288 · N289 · N290 · N291 · N292 · N293 · N294 · N295 · N296 · N296n · N297 · N298 · N300 · N321 · N322 · N324 · N329 · N389 · N394 · N395 · N396 · N397

N556 · N562 · N564 · N570 · N572 · N590 · N595 · N598 · N601 · N602 · N605 · N607 · N612 · N613 · N615 · N616 · N617 · N618 · N620 · N622 · N625 · N629 · N631 · N632 · N637 · N638 · N639 · N640 · N641 · N651 · N652 · N653 · N654 · N655 · N656 · N658 · N659 · N660 · N661 · N662 · N663 · N664 · N665 · N666 · N667 · N668 · N669 · N670 · N671 · N673 · N674 · N675 · N676 · N682 · N683 · N686 · N689 · N690 · N831 · N843

Voormalige provinciale wegen: N299 · N551 · N552 · N553 · N554 · N555 · N560 · N561 · N563 · N565 · N566 · N567 · N568 · N571 · N574 · N580 · N581 · N582 · N583 · N584 · N585 · N586 · N587 · N588 · N589 · N591 · N592 · N593 · N594 · N596 · N597 · N603 · N604 · N606 · N608 · N610 · N611 · N614 · N619 · N621 · N623 · N624 · N626 · N628 · N630 · N634 · N642 · N657